# Porricondyla pallescens
Porricondyla pallescens är en tvåvingeart som beskrevs av Panelius 1965. Porricondyla pallescens ingår i släktet Porricondyla och familjen gallmyggor.
Artens utbredningsområde är Finland. Inga underarter finns listade i Catalogue of Life.